# Charles de Gantelmi d'Ille
Pour les articles homonymes, voir Gantelmi.
Charles Joseph Tancrède de Gantelmi d’Ille, né le 21 avril 1847 à Aix-en-Provence et mort en 1924, est un écrivain, lieutenant, maire de Volx, historien local et félibre provençal français. Il est membre de diverses sociétés savantes et figure parmi les animateurs du régionalisme provençal de la fin du XIXᵉ siècle et du début du XXᵉ siècle.

## Biographie
Issu d’une très ancienne et noble famille provençale, il est le fils d’André de Gantelmi d’Ille (1807-1885) et de Thérèse Palis (1811-1871).
Charles Gantelmi d'Ille débute sa carrière d'écrivain en 1867 par la fondation du journal Le Boa, qu’il dirige trois ans. Suivent de nombreuses publications, en français et en provençal, traitant d’histoire locale, de littérature et de vie régionale.
Après ses études, il sert comme lieutenant au 1er bataillon du 43e régiment de mobiles des Bouches-du-Rhône. Il est notamment envoyé en Algérie en 1871 avec son bataillon lors de la Révolte de Mokrani. Ces événements le conduisent à l'écriture de son premier ouvrage intitulé Notes historiques sur le 1er bataillon de la mobile des Bouches-du-Rhône et sur l'insurrection arabe en 1871.
Il se marie en 1875 à Marie Dherbès, dame patronnesse de l'école la Montagne d'Aix, avec qui il aura trois enfants.

### Engagement dans la vie provençale
Félibre engagé, Charles Gantelmi d'Ille organise le 21 septembre 1879 la Félibrée de Saint-Clément dans son château à Volx, en mai 1882 les Jeux floraux de Provence et Fêtes latines internationales de Forcalquier et de Gap en tant que secrétaire, et, en 1893, le Congrès régionaliste de Volx.
Également engagé politiquement dans la vie locale, il est maire de la commune de Volx du 15 novembre 1896 au 17 avril 1905.
En 1901, Charles Gantelmi d'Ille est cité comme étant Secrétaire de l'Athénée de Forcalquier et de l'Ecole félibréenne des Alpes depuis vingt ans, soit depuis 1881. La même année, il est proclamé Majoral du Félibrige à la cigale de la Mer, poste qu'il occupe jusqu'à son décès en 1924.
En 1911, il est vaincu aux élections du nouveau Capoulié du Félibrige par Joseph Fallen, 25 voix contre 21.
Associé régional de l’Académie d’Aix le 12 janvier 1883, il en devient membre titulaire le 17 juin 1890. Par la suite, il occupe d'autres fonctions au sein de l'Académie tels que ceux d'historiographe et bibliothécaire, vice-président en 1901, président de décembre 1905 à décembre 1907, puis archiviste (1919).
Charles Gantelmi d'Ille occupe également les postes de secrétaire de la Société historique de Provence et de trésorier de la Société des Félibres.

## Propriétés
- Hôtel Margalet de Luynes, aussi appelé Hôtel de Gantelmi d’Ille, 6 Cours Mirabeau à Aix-en-Provence.[11]

- Château de Saint-Clément, Volx.[12]

## Distinctions
Officier du Nichan Iftikhar
 Médaille coloniale
Chevalier de l'Ordre de la Couronne de Roumanie
Zouave pontifical honoraire

## Œuvres textuelles
- Le Boa, journal littéraire (1867 - 1869)
- La Trèz véridique et playsante chronicque de ce que il advint en la citté d'Aix, l'an 1869 (1869) [13]
- Notes historiques sur le 1er bataillon de la mobile des Bouches-du-Rhône et sur l'insurrection en 1871 [14] (lire en ligne)
- Géologie de la commune de Volx (1877)
- A MM. les Sénateurs et Députés, pétition en faveur de la Protection de l'Agriculture (1879)
- Discours prononcé à la distribution des prix aux élèves des frères des Écoles chrétiennes de Manosque (1880)
- M. Montagne, notice biographique (1881)
- De Berluc-Pérussis, notice bio-bibliographique (1882)
- Blanc de Volx, éloge (1882)
- Jeux Floraux de Provence. Fêtes latines internationales de Forcalquier et de Gap (1883) (lire en ligne)
- Brinde d'Encarle de Ganteúme d'Ille à Mont-Pélié (1883)
- L'abbaye de Volx et la chapelle romane de Notre-Dame de Baulis, discours (1883)
- Rapport sur le concours d'agriculture entre les instituteurs de l'arrondissement de Forcalquier (1883)
- Les méridionaux et leurs œuvres, depuis les fêtes latines de 1882 (1885)
- Discours prononcé à Ganagobie (1886)
- Toast de M. de Gantelmi d'Ille à Mistral (1887)
- William Charles Bonaparte-Wyse (1887)
- Éloge de Joseph Vial, Frère Samuel des écoles chrétiennes (1888) (lire en ligne)
- Félibrée de Saint-Clément, Forcalquier (1889)
- La Légende des Alpes, le génie des Alpes, le Mont Guillaume et Morgon, notice biographique, Célestin Roche et Charles Gantelmi d'Ille en préfacier (1889)[15]
- Les Provençaux à Florence au sixième centenaire de Béatrix en 1890 (1891)
- Félibrée de Volx, 1898 (lire en ligne)
- Rapport sur le projet de Chemin de fer de Volx à Mézel (ligne d'Avignon à Nice) (1899)
- Réponse du Majoral C. de Gantelmi d'Ille au discours du Maire de Pau (1901) (lire en ligne)
- Éloge de M. le baron de Meyronnet Saint-Marc, Ernest Lacoste et Charles Gantelmi d'Ille (1905)
- Damase Arbaud, sa vie et ses œuvres (sous presse)